# Owen Nolan
Owen Liam Nolan (ur. 12 lutego 1972 w Belfaście) – były kanadyjski hokeista północnoirlandzkiego pochodzenia, reprezentant Kanady. 

## Kariera
- Thorold Blackhawks (1987-1988)
- Cornwall Royals (1988-1990)
- Quebec Nordiques (1990-1995)
  -  Halifax Citadels (1990)
- Colorado Avalanche (1995)
- San Jose Sharks (1995-2002)
- Toronto Maple Leafs (2002-2004)
- Phoenix Coyotes (2006-2007)
- Calgary Flames (2007-2008)
- Minnesota Wild (2008-2010)
- ZSC Lions (2010-2011)

Po urodzeniu latem 1972 roku przeniósł się wraz z rodziną do Kanady, gdzie osiedli w mieście Thorold. Wkrótce otrzymał obywatelstwo kanadyjskie. Jest wychowankiem klubu Thorold M.H.A.
W drafcie NHL z 1990 został wybrany przez klub Quebec Nordiques z numerem 1. Tym samym jest jednym z trzech zawodników w historii klubu z najwyższym numerem w drafcie (rok przed nim był Mats Sundin, a rok później Eric Lindros). Wieloletni zawodnik i kapitan drużyny San Jose Sharks (w latach 1998-2003, najdłużej w historii klubu). W sezonach 2004/2005 i 2005/2006 nie występował.
Uczestniczył w turniejach Mistrzostw Świata 1997 i Zimowych Igrzyskach Olimpijskich 2002.
W trakcie kariery określany pseudonimami Buster, The Polar Bear (Niedźwiedź Polarny).
Ma żonę Dianę (ślub w 2002) i dzieci: córkę Jordan (ur. 2002) i syna Dylana (ur. 2007). Po zakończeniu kariery zamieszkał w San Jose, gdzie posiada dwie restauracje o profilu brytyjskim pod nazwą "Britannia Arms". Jego podobizna widnieje na okładce gry wideo NHL 2001.

## Sukcesy i osiągnięcia

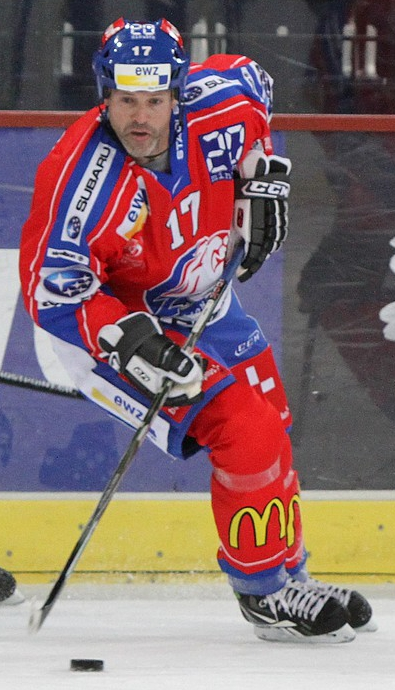
Owen Nolan w barwach ZSC (2010)

Reprezentacyjne
- Mistrzostwo świata w hokeju na lodzie: 1997
- Złoty medal Zimowych igrzysk olimpijskich: 2002

Klubowe
- Mistrzostwo Dywizji NHL: 1995 z Québec Nordiques, 2002 z San Jose Sharks

Indywidualne
- Emms Family Award - nagroda dla najlepszego debiutanta sezonu OHL: 1989
  - Jim Mahon Memorial Trophy - pierwsze miejsce w klasyfikacji kanadyjskiej wśród prawoskrzydłowych w sezonie zasadniczym OHL: 1990
- Pierwszy skład Meczu Gwiazd OHL: 1990
- NHL All-Star Game: 1992, 1996, 1997, 2000, 2002
- NHL (1994/1995):
  - Pierwsze miejsce w klasyfikacji strzelców zwycięskich goli: 8 goli
- Seagate Technology Sharks Player of the Year: 2000